# Robert Allen Rolfe
Robert Allen Rolfe, född 12 maj 1855 i Ruddington nära Nottingham, död 13 april 1921 i Richmond nära Kew Gardens, Surrey, var en engelsk botaniker.
Rolfe var först trädgårdsmästare, blev som sådan anställd vid Kew Gardens 1879 och blev 1880 medarbetare vid herbariet där. Som orkidékännare var han jämförlig med John Lindley och Heinrich Gustav Reichenbach. Han uppsatte och utgav sedan 1912 tidskriften "The Orchid Review".
Auktorsnamnet Rolfe kan användas för Robert Allen Rolfe i samband med ett vetenskapligt namn inom botaniken; se Wikipediaartiklar som länkar till auktorsnamnet.